# Sevilla (pokrajina)
Sevilla je španjolska provincija na zapadnom dijelu autonomne zajednice Andaluzije.
U pokrajini živi 1.941.355 stanovnika (1. siječnja 2014.)od kojih gotov 40% prebiva u središtu pokrajine, gradu Sevilla. Prostire se na 14.036,09 km2.